# Algieria na Letniej Uniwersjadzie 2007
Algierię na Letniej Uniwersjadzie w Bangkoku reprezentowało 25 zawodników. Algieria zdobyła 2 medale (1 złoty, 1 brązowy).

## Medale

### Złoto
- Samir Khadar - lekkoatletyka, 1500 metrów

### Brąz
- Mariem Moussa - judo, kategoria poniżej 48 kg